# Dennis Smith Jr.
Pour les articles homonymes, voir Smith et Dennis Smith (homonymie).
Dennis Smith Jr., né le 25 novembre 1997 à Fayetteville en Caroline du Nord, est un joueur américain de basket-ball évoluant au poste de meneur et mesurant 1,87 m.

## Biographie

### Carrière lycéenne
Dennis Smith Jr. va au lycée de Trinity Christian School à Fayetteville en Caroline du Nord.

### Carrière universitaire
En 2016, il rejoint ensuite l'équipe universitaire des Wolfpack de North Carolina State. Le 4 janvier 2017 il réalise un triple-double en totalisant 27 points, 11 rebonds et 11 passes décisives. Il se présente à la draft le 5 mars 2017.

### Carrière professionnelle

#### Mavericks de Dallas (2017-jan. 2019)
Le 22 juin 2017, il est choisi en 9e position par les Mavericks de Dallas.
Le 5 juillet 2017, il signe son contrat rookie avec les Mavericks.
Le 18 octobre 2017, il fait ses débuts en NBA lors du premier match de la saison des Mavericks, dans une défaite 117 à 111 chez les Hawks d'Atlanta durant laquelle il marque 16 points et distribue 10 passes décisives. Le 29 décembre 2017, il réalise son premier triple-double en carrière avec 21 points, 10 rebonds et 10 passes décisives dans la victoire 128 à 120 chez les Pelicans de La Nouvelle-Orléans. À l'âge de 20 ans et 34 jours, Smith devient le cinquième plus jeune joueur dans l'histoire de la NBA à réaliser un triple-double, derrière Lonzo Ball, Markelle Fultz, Luka Dončić et LeBron James. Le 22 mai 2018, il est nommé dans le second meilleur cinq majeur des rookies.
Le 15 octobre 2018, les Mavericks activent leur option d'équipe sur le contrat de Smith.

#### Knicks de New York (jan. 2019-fév. 2021)
Le 31 janvier 2019, il est envoyé aux Knicks de New York avec DeAndre Jordan et Wesley Matthews contre Kristaps Porziņģis, Tim Hardaway Jr., Courtney Lee et Trey Burke. Le 9 avril 2019, Smith marque 25 points et distribue 5 passes décisives dans la victoire 96 à 86 contre les Bulls de Chicago.
Le 21 octobre 2019, les Knicks activent leur option d'équipe sur le contrat de Smith.
Entre le 1er et le 8 février 2021, il est envoyé en G-League chez les Knicks de Westchester mais il n'y joue aucun match.

#### Pistons de Détroit (fév. 2021-mai 2021)
Le 7 février 2021, n'étant plus utilisé par l'entraîneur Tom Thibodeau, il est envoyé aux Pistons de Détroit en échange de Derrick Rose et d'un choix au second tour de la draft 2021.

#### Trail Blazers de Portland (2021-2022)
En septembre 2021, il signe un contrat en faveur des Trail Blazers de Portland. Blessé à l'épaule, il est licencié en février 2022.

#### Hornets de Charlotte (2022-2023)
En septembre 2022, il signe avec les Hornets de Charlotte pour une saison.

#### Nets de Brooklyn (2023-2024)
Agent libre à l'été 2023, il s'engage avec les Nets de Brooklyn pour une saison.

#### Real Madrid (2025)
Smith ne trouve pas de club en NBA pour la saison 2024-2025 et en janvier 2025, il s'engage avec le Real Madrid, club espagnol participant à l'Euroligue. Il quitte le Real Madrid un mois plus tard après un passage peu marquant lors des 4 matches qu'il a joués.

## Statistiques

### Universitaires
| Saison    | Équipe               | Matchs | Titul. | Min./m | % Tir | % 3pts | % LF | Rbds/m. | Pass/m. | Int/m. | Ctr/m. | Pts/m. |
| --------- | -------------------- | ------ | ------ | ------ | ----- | ------ | ---- | ------- | ------- | ------ | ------ | ------ |
| 2016-2017 | North Carolina State | 32     | 32     | 34,8   | 45,5  | 35,9   | 71,5 | 4,56    | 6,16    | 1,94   | 0,44   | 18,12  |
| Carrière  | Carrière             | 32     | 32     | 34,8   | 45,5  | 35,9   | 71,5 | 4,56    | 6,16    | 1,94   | 0,44   | 18,12  |

### Professionnelles

#### Saison régulière NBA
| Saison    | Équipe    | Matchs | Titul. | Min./m | % Tir | % 3pts | % LF | Rbds/m. | Pass/m. | Int/m. | Ctr/m. | Pts/m. |
| --------- | --------- | ------ | ------ | ------ | ----- | ------ | ---- | ------- | ------- | ------ | ------ | ------ |
| 2017-2018 | Dallas    | 69     | 69     | 29,7   | 39,5  | 31,3   | 69,4 | 3,77    | 5,19    | 1,03   | 0,26   | 15,19  |
| 2018-2019 | Dallas    | 32     | 32     | 28,4   | 44,0  | 34,4   | 69,5 | 3,03    | 4,31    | 1,25   | 0,34   | 12,94  |
| 2018-2019 | New York  | 21     | 18     | 28,6   | 41,3  | 28,9   | 56,8 | 2,76    | 5,43    | 1,29   | 0,43   | 14,67  |
| 2019-2020 | New York  | 34     | 3      | 15,8   | 34,1  | 29,6   | 50,9 | 2,29    | 2,88    | 0,82   | 0,24   | 5,50   |
| 2020-2021 | New York  | 3      | 0      | 9,2    | 20,0  | 0,0    | 83,3 | 0,67    | 1,00    | 1,00   | 0,00   | 3,00   |
| 2020-2021 | Détroit   | 20     | 9      | 19,6   | 41,5  | 35,2   | 70,0 | 2,70    | 3,70    | 1,00   | 0,70   | 7,30   |
| 2021-2022 | Portland  | 37     | 4      | 17,2   | 41,8  | 22,2   | 65,6 | 2,40    | 3,60    | 1,20   | 0,30   | 5,60   |
| 2022-2023 | Charlotte | 54     | 15     | 25,7   | 41,2  | 21,6   | 73,6 | 3,10    | 4,80    | 1,40   | 0,50   | 8,80   |
| Carrière  | Carrière  | 270    | 150    | 24,2   | 40,3  | 29,9   | 66,7 | 3,00    | 4,40    | 1,10   | 0,40   | 10,30  |

Mise à jour le 2 juillet 2023

## Palmarès

### Distinctions personnelles
- NBA All-Rookie Second Team (2018)

## Records sur une rencontre en NBA
Les records personnels de Dennis Smith Jr. en NBA sont les suivants, :
| Type de statistique        | Saison régulière | Saison régulière          | Saison régulière |
| Type de statistique        | Record           | Adversaire                | Date             |
| -------------------------- | ---------------- | ------------------------- | ---------------- |
| Points                     | 31               | @ Pistons de Détroit      | 8 février 2019   |
| Paniers marqués            | 12               | Jazz de l'Utah            | 28 octobre 2018  |
| Paniers tentés             | 25               | Pistons de Détroit        | 5 février 2019   |
| Paniers à 3 points réussis | 5                | 2 fois                    | 2 fois           |
| Paniers à 3 points tentés  | 11               | Spurs de San Antonio      | 14 novembre 2017 |
| Lancers francs réussis     | 11               | @ Pistons de Détroit      | 8 février 2019   |
| Lancers francs tentés      | 19               | @ Pistons de Détroit      | 8 février 2019   |
| Rebonds offensifs          | 4                | 2 fois                    | 2 fois           |
| Rebonds défensifs          | 10               | @ Raptors de Toronto      | 3 mars 2021      |
| Rebonds totaux             | 12               | @ Raptors de Toronto      | 3 mars 2021      |
| Passes décisives           | 15               | @ Knicks de New York      | 30 janvier 2019  |
| Interceptions              | 7                | @ Rockets de Houston      | 24 février 2020  |
| Contres                    | 3                | @ Grizzlies de Memphis    | 19 février 2021  |
| Balles perdues             | 9                | @ Clippers de Los Angeles | 5 février 2018   |
| Minutes jouées             | 40               | @ 76ers de Philadelphie   | 8 avril 2018     |

- Double-double : 13
- Triple-double : 3

Dernière mise à jour : 7 janvier 2024